# Belavia

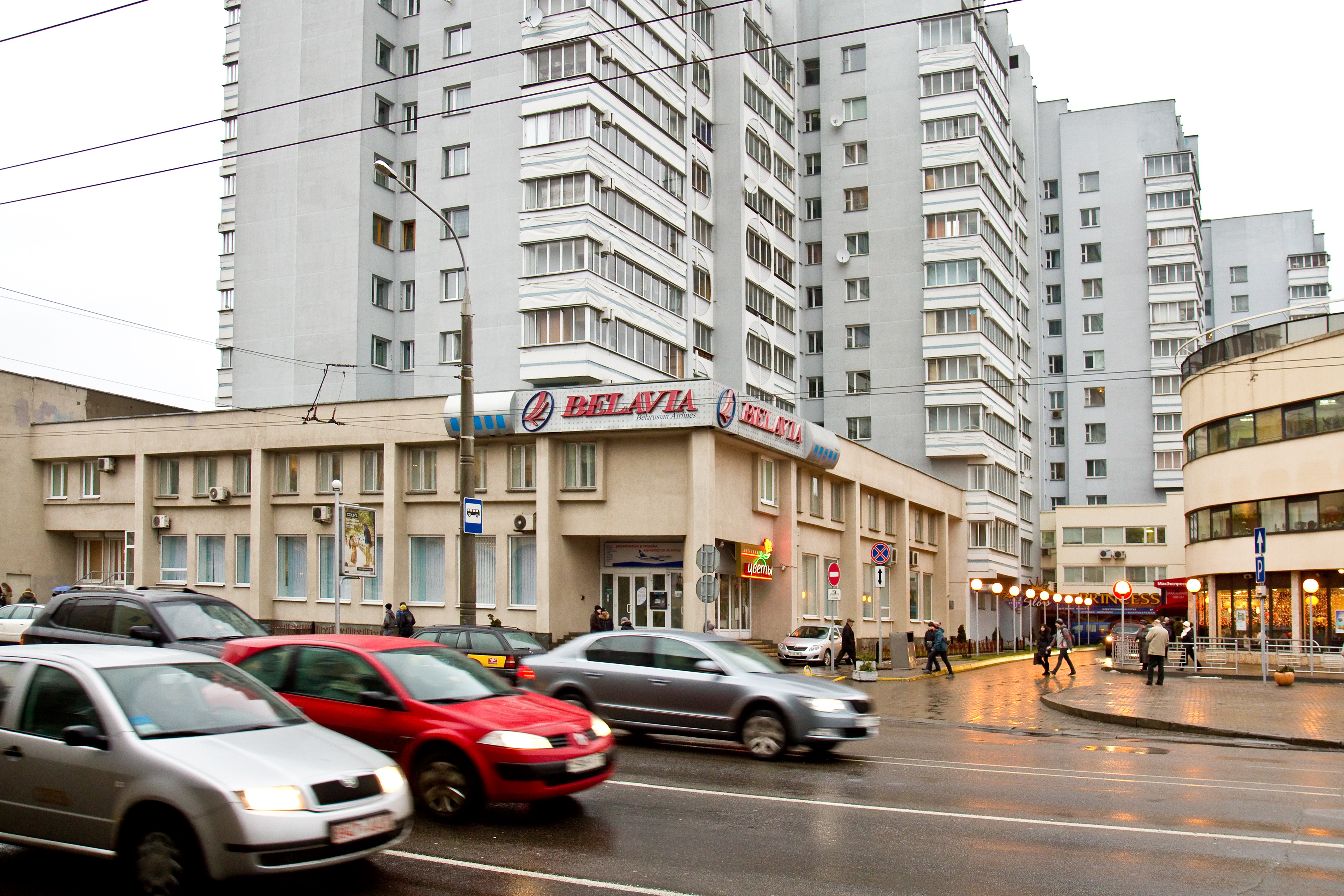
Sídlo společnosti Belavia v Minsku, rok 2011

Belavia Belarusian Airlines, krátce Belavia je běloruská národní letecká společnost s hlavní leteckou základnou na Mezinárodním letišti v Minsku a sídlem v Minsku. Tato státem vlastněná společnost měla v roce 2007 1017 zaměstnanců, v roce 2016 létala do 50 destinací s flotilou 25 letadel. Byla založena 5. března 1996. Letecké společnosti Belavia se nestala od založení jediná smrtelná letecká nehoda. V roce 2016 společnost uvedla novou grafiku včetně nového zbarvení letadel.

## Destinace
Belavia provozovala v roce 2016 síť 50 leteckých spojení mezi Evropou a Společenstvím nezávislých států, létá také do některých destinací ve Středním východě a Africe.

### Codeshare
Společnost Belavia není členem žádné z aliancí leteckých společností, létá ale codeshare lety s následujícími dopravci:
| - Air France - airBaltic - Austrian Airlines - České aerolinie (od r. 2005) - Etihad Airways - Finnair | - KLM - LOT (od r. 1999) - Motor Sich Airlines - S7 Airlines - Uzbekistan Airways |

### Praha
Společnost létala od 15. května 2007 pravidelně také na Letiště Václava Havla Praha, linku zahájila se třemi frekvencemi týdně a letounem Bombardier CRJ100ER. V roce 2012 společnost navýšila provoz na této lince. Později začala linku létat s Boeingem 737-500, který bývá střídán Embraery E-Jet. V důsledku bezprecedentního incidentu z 23. května 2021, kdy běloruské úřady přinutily civilní let Ryanairu k nouzovému přistání v Minsku (viz. Let Ryanair 4978), Evropská unie zavedla zákaz přeletů a přistání pro všechny běloruské letecké společnosti (včetně Belavie) ve svém vzdušném prostoru a na svých letištích. Tento zákaz, který je součástí širších sankcí EU vůči Bělorusku, je stále v platnosti. Z tohoto důvodu Belavia v současnosti do České republiky ani do žádné jiné země Evropské unie nelétá.

## Flotila

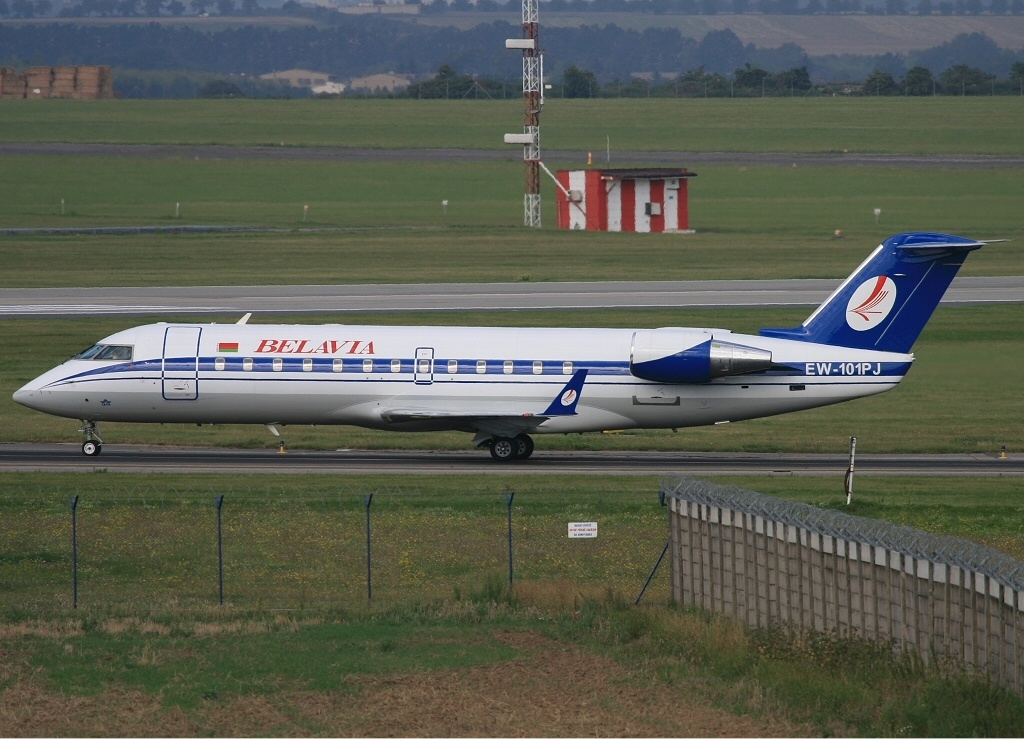
Bombardier CRJ100ER Belavia na Letišti Václava Havla v Praze

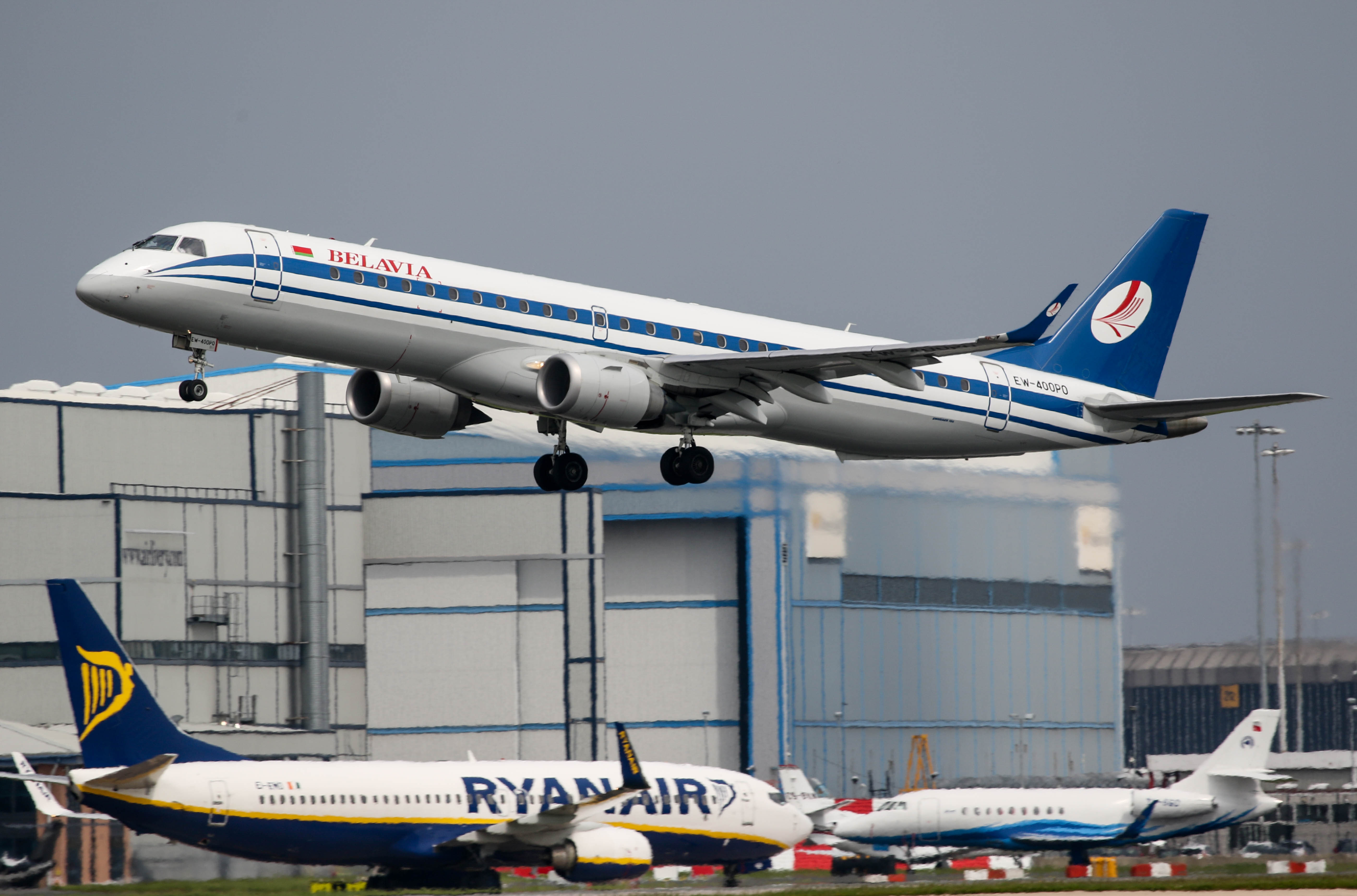
Embraer E190 ve starém zbarvení Belavia v roce 2016

### Současná
K 23. prosinci 2016 společnost Belavia provozovala následující letadla s průměrným stářím 15 let:
| Letadlo             | Počet | Objednávky | Cestující | Cestující | Cestující | Poznámky                               |
| Letadlo             | Počet | Objednávky | C         | Y         | Celkem    | Poznámky                               |
| ------------------- | ----- | ---------- | --------- | --------- | --------- | -------------------------------------- |
| Boeing 737-300      | 8     | —          | —         | 148       | 148       |                                        |
| Boeing 737-500      | 3     | —          | 8         | 112       | 120       |                                        |
| Boeing 737-500      | 2     | —          | 8         | 115       | 123       |                                        |
| Boeing 737-500      | 1     | —          | –         | 148       | 148       |                                        |
| Boeing 737-800      | 5     | 1          | —         | 189       | 189       | Všechny kusy v novém zbarvení (livery) |
| Bombardier CRJ100ER | 1     | —          | —         | 50        | 50        |                                        |
| Bombardier CRJ200ER | 4     | —          | —         | 50        | 50        |                                        |
| Embraer 175LR       | 2     | —          | 12        | 64        | 76        |                                        |
| Embraer 195LR       | 2     | —          | 11        | 96        | 107       |                                        |
| Celkem              | 28    | 1          |           |           |           |                                        |

### Historická

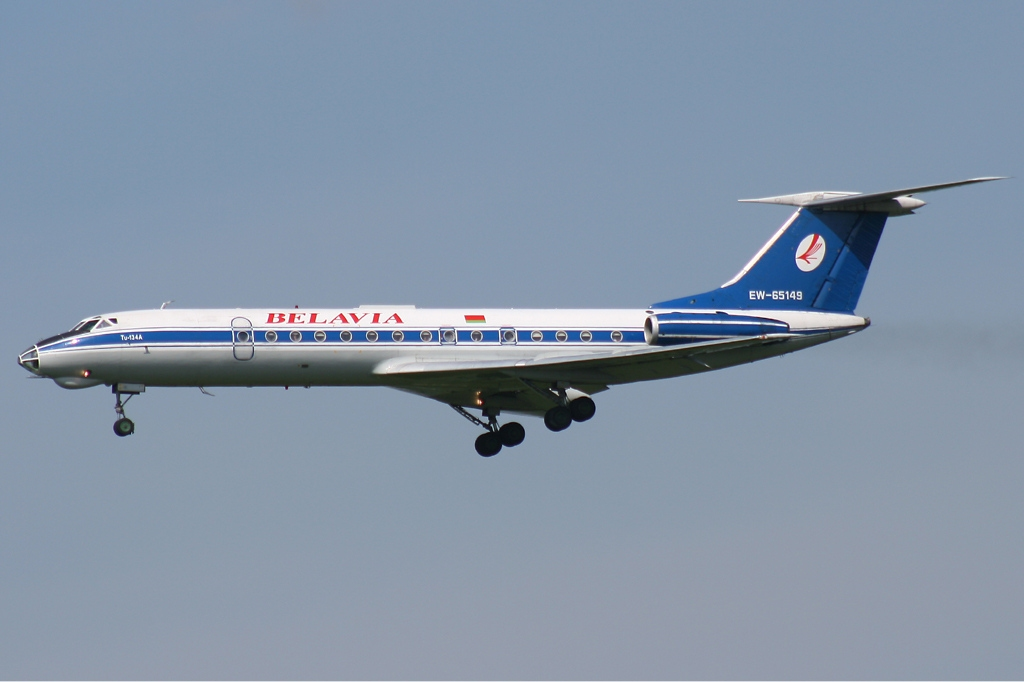
Tupolev Tu-134 letecké společnosti Belavia v roce 2008

V minulosti Belavia provozovala následující typy letadel:
- Antonov An-10
- Antonov An-24
- Antonov An-26
- Iljušin Il-86
- Tupolev Tu-124
- Tupolev Tu-134A
- Tupolev Tu-154B
- Tupolev Tu-154-B1
- Tupolev Tu-154-B2
- Jakolev Jak-40